# Међународни дан небинарних људи
Међународни дан небинарних људи се одржава 14. јула сваке године. Циљ му је подизање свести и организовање око проблема са којима се суочавају небинарне особе широм света. Дан је први пут прослављен 2012. године Датум је изабран управо између Међународног дана мушкараца и Међународног дана жена.
Већина земаља на свету не признаје небинарност као законски род, што значи да је већина небинарних људи још увек родно категорисано у пасошу и осталим личним документима. Аустралија, Бангладеш, Канада, Данска, Немачка, Индија, Холандија и Нови Зеланд укључују небинарне родне опције на пасошима, а 18 америчких држава дозвољава становницима да на својој возачкој дозволи означе свој пол као „X“.
Небинарна недеља је недеља у којој се слави Дан небинарних људи, а која почиње у понедељак и завршава се у недељу.

## Такође види
- Дискриминација према небинарним особама
- Важни датуми о подизању свести ЛГБТ популације
- Родни идентитет
- Родно изражавање